# Dealul Ghiunghiurmez
Dealul Ghiunghiurmez (denumire turcească însemnând: „a nu vedea ziua/lumina zilei”, de la "gün" = zi, "görmez" = a nu vedea) este o arie protejată de interes național ce corespunde categoriei a IV-a IUCN (rezervație naturală de tip floristic și faunistic), situată în județul Tulcea pe teritoriul administrativ al comunei Dorobanțu.

## Descriere
Rezervația naturală a fost declarată arie protejată prin Hotărârea de Guvern Nr.2151 din 30 noiembrie 2004 (privind instituirea regimului de arie protejată pentru noi zone), se întinde pe o suprafață de 1.421 hectare și este inclusă în Parcul Național Delta Dunării (rezervație a biosferei) aflat pe lista patrimoniului mondial al UNESCO.
Este rezervația de stepă cea mai înaltă altitudinal dintre rezervațiile de stepă din Dobrogea centrală și constituie una dintre rarele zone în care Podișul Casimcei mai păstrează un relativ aspect montan, caracteristic orogenezei caledoniene. Aceasta se datorează în special   versanților și văilor abrupte și stâncoase, spre deosebire de aspectul predominant de peneplenă al Dobrogei centrale. Împreună cu rezervația învecinată, Muchiile Cernei - Iaila, acestea reprezintă cele mai întinse rezervații de stepă din țară.
Pe lângă numărul ridicat de asociații și specii rare și / sau amenințate, caracteristice Dobrogei, rezervația constituie una din puținele arii protejate din Dobrogea de nord în care se conservă populații de Lactuca viminea, Minuartia adenotricha, Astragalus cornutus,  ultimul fiind semnalat doar în Valea Mahomencea.
Din punct de vedere faunistic, rezervația e caracterizată îndeosebi prin prezența speciilor Oenanthe isabelina, Melanocorypha calandra, Hieraaetus pennatus.